# Olisiewicze
Olisiewicze (biał. Алісеевічы, Alisiejewiczy; ros. Олисеевичи, Olisiejewiczi) – wieś na Białorusi, w obwodzie grodzieńskim, w rejonie świsłockim, w sielsowiecie Chaniewicze, nad Zelwianką i przy drodze republikańskiej R98.

## Historia
W XIX i w początkach XX w. wieś i folwark położone w Rosji, w guberni grodzieńskiej, w powiecie wołkowyskim, w gminie Łysków.
W dwudziestoleciu międzywojennym leżały w Polsce, w województwie białostockim, w powiecie wołkowyskim, w gminie Łysków. W 1921 miejscowość liczyła 78 mieszkańców, zamieszkałych w 16 budynkach, wyłącznie Polaków. 75 mieszkańców było wyznania prawosławnego i 3 rzymskokatolickiego.
Po II wojnie światowej w granicach Związku Sowieckiego. Od 1991 w niepodległej Białorusi.